# Fußball-Bundesliga/Rekorde/Bayer 04 Leverkusen
Der Artikel Fußball-Bundesliga/Rekorde/Bayer 04 Leverkusen listet die vereinsspezifischen Rekorde von Bayer 04 Leverkusen auf, die mit Bezug auf die Zugehörigkeit zur deutschen Fußball-Bundesliga gehalten werden.
Der Verein ist aktuell Bundesligist (Stand: Saison 2025/26).

Siehe auch: 

## Vorbemerkung
Es besteht eine Unterteilung zwischen Positiv- und Negativrekorden sowie vereinsinternen Bestmarken. Weitere Rekorde, die dem Verein nicht zuzuordnen sind, werden im Hauptartikel unter „Allgemein“ gelistet. Dort bestehen zudem die Rubriken „Trainerspezifische Rekorde“, „Schiedsrichterspezifische Rekorde“ sowie „Sonstige Rekorde“. Es besteht außerdem die Möglichkeit „In nächster Zeit möglicherweise fallende Bestmarken“ im unteren Bereich der Hauptseite festzuhalten, bzw. die neuen Rekorde an die passenden Stellen einzusortieren. Wenn möglich, wird zu einem Positivrekord auch der Negativrekord als Gegenstück gelistet (und andersrum). Die Liste erhebt keinen Anspruch auf Vollständigkeit.

## Bayer 04 Leverkusen
Aktuelle Platzierung in der Ewigen Tabelle der Fußball-Bundesliga: Platz 9 von 58 (Stand: 34. Spieltag 2024/25)

### Positivrekorde

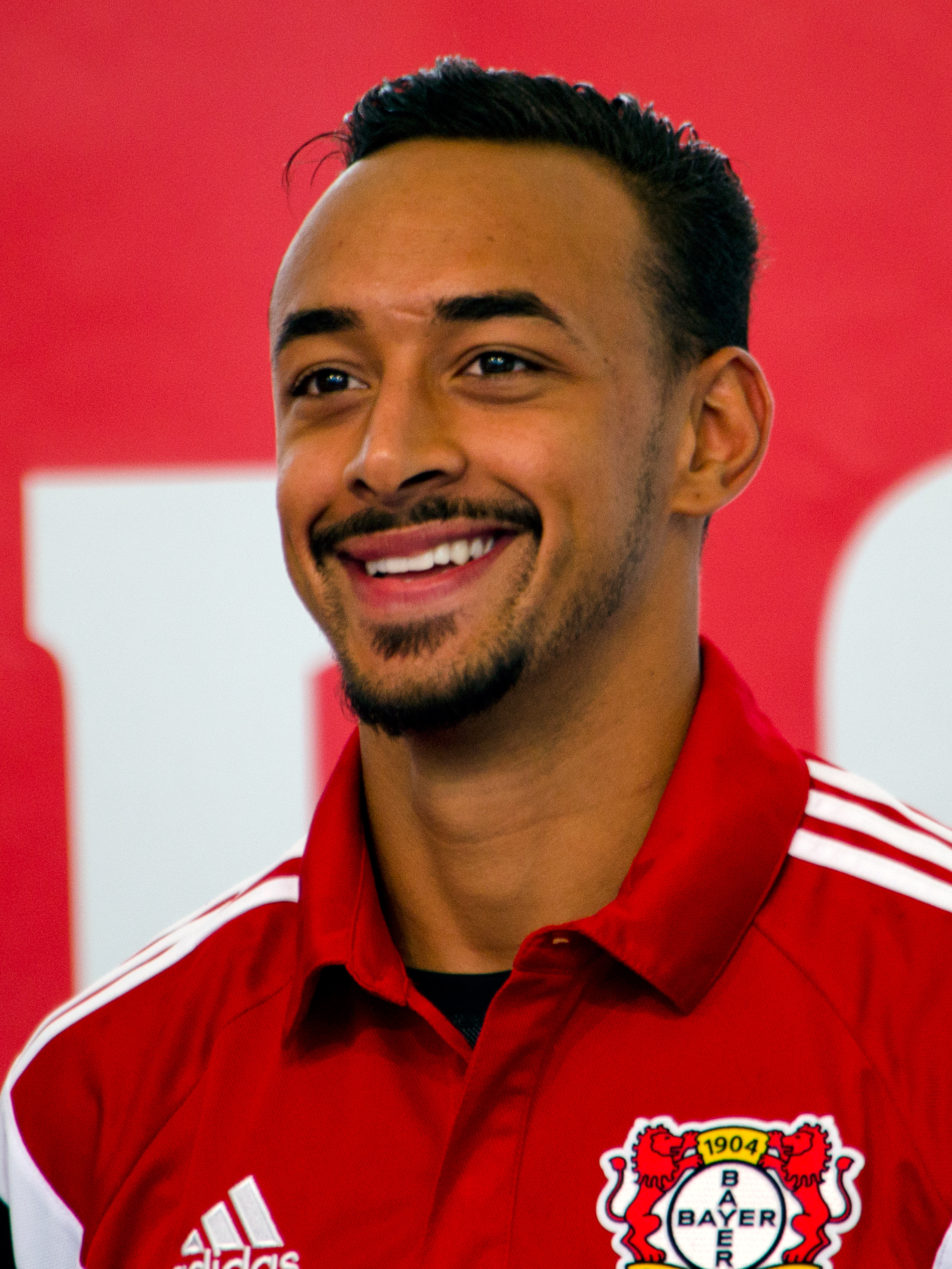
Karim Bellarabi erzielte das schnellste Tor (nach 9 Sekunden; gemeinsam mit Kevin Volland, für die TSG Hoffenheim)

- beendete die längste Meisterschaftsserie: errang 2023/24 den Titel (Zuvor gewann der FC Bayern 11× in Folge die Meisterschaft. In der folgenden Saison wurde der FC Bayern erneut Meister.)[2][3]
- Anzahl ungeschlagener Spiele in Folge in einer Saison: alle 34 (1. bis 34. Spieltag 2023/24, davon 28 Siege und 6 Unentschieden, Stand: Saisonende 2023/24)[4][5][6][7][8][9][10][11]
  - wenigste Niederlagen in einer Saison: keine (2023/24)[4][5]
- höchste positive Punktedifferenz von der Vorsaison zur nächsten Saison: 40 Punkte mehr als in der Vorsaison 2022/23 (gemeinsam mit dem VfB Stuttgart, in denselben Spielzeiten, Stand: Saisonende 2023/24)[12][13][14]
- schnellstes Tor: nach 9 Sekunden (Karim Bellarabi, gegen Borussia Dortmund, am 1. Spieltag 2014/15, gemeinsam mit Kevin Volland, für die TSG Hoffenheim gegen den FC Bayern am 22. August 2015, Stand: 17. Spieltag 2023/24)[15][16]
- Torhüter mit den meisten Spielen in Folge ohne Niederlage: Lukáš Hrádecký (54 Spiele, Stand: 32. Spieltag 2024/25)[17][18][19][20]
- Spieler mit den meisten Einsätzen in Folge ohne Niederlage ab dem ersten Einsatz bei einem Verein: 41 (Jonas Hofmann, Serie riss bei der 2:4-Niederlage gegen Borussia Dortmund, am 33. Spieltag 2024:25, Stand: 33. Spieltag 2024/25)[21][22][23]
- Torhüter, der die meisten Strafstöße in Folge gegen sich parierte: Bernd Leno (4 Strafstöße (2014); gemeinsam mit Thomas Zander (1980), für 1860 München, Hans Jörg Butt (2000), für den Hamburger SV, Frank Rost, für Schalke 04 und den Hamburger SV sowie Noah Atubolu, für den SC Freiburg, laufend, Stand: 34. Spieltag 2024/25)[24][25][26]
- meiste Punkte nach 29 Spieltagen: 79 (2023/24)[7][27][28][29][30]
- meiste Punkte in einem Kalenderjahr: 80 (2024, Stand: 2024)[19][31]
- Anzahl ungeschlagener Auswärtsspiele in Folge: 34 (bis 34. Spieltag 2024/25, laufend, Stand: 34. Spieltag 2024/25)[32][33][34][35][36][37][38][39]
  - auch einziger Verein mit 2 aufeinanderfolgenden Spielzeiten ohne Auswärtsniederlage: 34 (bis 34. Spieltag 2024/25, laufend, Stand: 34. Spieltag 2024/25)[32]
- Trainer, mit den meisten Auswärtsspielen in Folge ohne Niederlage: Xabi Alonso (34, bis 34. Spieltag 2024/25, laufend (Unterbrechung bzw. Ende der Serie durch Vereinswechsel zum Saisonende 2024/25), Stand: 34. Spieltag 2024/25)[32][33][34][40][26][41][42][43]
  - auch Trainer bei einem Verein, mit den meisten Auswärtsspielen in Folge ohne Niederlage: Xabi Alonso (34 Spiele, bis 34. Spieltag 2024/25, laufend (Unterbrechung bzw. Ende der Serie durch Vereinswechsel zum Saisonende 2024/25), Stand: 34. Spieltag 2024/25)[32][33][34][40][42][43]
  - auch einziger Trainer mit 2 aufeinanderfolgenden Spielzeiten ohne Auswärtsniederlage: Xabi Alonso (34 Spiele, Saisonbeginn 2024/25 bis 34. Spieltag 2024/25, laufend (Unterbrechung bzw. Ende der Serie durch Vereinswechsel zum Saisonende 2024/25), Stand: 34. Spieltag 2024/25)[32]
  - auch einziger Trainer mit 2 aufeinanderfolgenden Spielzeiten ohne Auswärtsniederlage bei einem Verein: Xabi Alonso (34 Spiele, Saisonbeginn 2023/24 bis 34. Spieltag 2024/25, laufend (Unterbrechung bzw. Ende der Serie durch Vereinswechsel zum Saisonende 2024/25), Stand: 34. Spieltag 2024/25)[32]
- Anzahl Spiele in Folge zu Saisonbeginn mit mindestens zwei erzielten Toren: 12 (2023/24)[44][45][46][47]
- meiste Punkte nach 11 Spieltagen: 31 (2023/24, gemeinsam mit dem FC Bayern 2015/16)[48][47]
- meiste Punkte nach 12 Spieltagen: 34 (2023/24, gemeinsam mit dem FC Bayern 2015/16)[48][49][47]
- meiste Torschüsse eines Spielers nach den ersten 5 Spieltagen: 38 (Victor Boniface, 2023/24, seit Beginn der Datenerfassung 1992/93 (die daraus resultierten 6 Tore bedeuten geteilten Vereinsrekord))[50]
- jüngster Spieler mit 100 Einsätzen: Kai Havertz (20 Jahre und 186 Tage, am 14. September 2019)[51]
- meiste Jokertore nach dem 5. Spieltag: Joel Pohjanpalo (4, 2016/17, Stand: 2023/24)[52]
- einziger Trainer, der keines seiner ersten 5 Spiele gegen den Rekordmeister (FC Bayern) verloren hat: Xabi Alonso (bis 22. Spieltag 2024/25, laufend, Stand: 34. Spieltag 2024/25)[24]
- Trainer mit den meisten Punkten nach den ersten 11 Spieltagen einer Saison: Xabi Alonso (31 Punkte; 10 Siege und ein Unentschieden, 2023/24, gemeinsam mit Pep Guardiola, 2015/16 mit dem FC Bayern)[53]
- Trainer mit den meisten Punkten nach den ersten 12 Spieltagen einer Saison: Xabi Alonso (34 Punkte; 11 Siege und ein Unentschieden, 2023/24, gemeinsam mit Pep Guardiola, 2015/16 mit dem FC Bayern)[53][54][55]
- höchste Schussgeschwindigkeit eines erfolgreichen Torschusses: 127 km/h (Schuss von Granit Xhaka, zum zwischenzeitlichen 1:0, beim 3:2-Sieg bei Borussia Mönchengladbach, 1. Spieltag 2023/24, seit Beginn der Datenerfassung 2023/24, Stand: 1. Spieltag 2024/25)[56][57]
- wenigste Auswärtsniederlagen in einem Kalenderjahr: keine Niederlage (2024; 2× gelang dies auch dem FC Bayern: 1986 und 2013)[31]
- beste Torquote eines Spielers mit mehr als 10 Saisontoren: Patrik Schick erzielte in der Saison 2024/25 bis einschließlich 16. Spieltag 2024/25 alle 51 Minuten ein Tor und traf so 11 Mal (Stand: 18. Spieltag 2024/25).[58]
- siehe auch unter sonstige Rekorde

### Negativrekorde
- bestritt die meisten Spielzeiten, bis man erstmals Deutscher Meister wurde: 45 Spielzeiten (spielte von 1979/80 bis 2022/23 44× vergeblich um den Titel und gewann 2023/24 erstmals die Meisterschaft)[57]
  - bestritt auch die meisten Meisterschaften in Folge, bis man erstmals Deutscher Meister wurde: 45 (1979/80 bis 2023/24)[57]
- am häufigsten nach einem Spieltag Tabellenführer, bis man erstmals als Deutscher Meister feststand: 96× (bis 28. Spieltag 2023/24, mit der 97. Tabellenführung am 29. Spieltag 2023/24 sicherte man den 1. Titel 2024, Stand: 29. Spieltag 2023/24)[59][60][61]
- meiste Einsätze, ohne je durchgespielt zu haben: 52 (Adam Hložek wurde in seinen ersten 52 Einsätzen immer ein- und/oder ausgewechselt, am 32. Spieltag 2023/24, in seinem 53. Einsatz, spielte er erstmals über die volle Spielzeit, 5:1-Sieg bei Eintracht Frankfurt, Stand: 32. Spieltag 2023/24)[62][63]
- meiste Gegentreffer eines Tabellenzweiten nach 4 Spieltagen: 9 (13:9, 2024/25; gemeinsam mit dem 1. FC Kaiserslautern, 8:9, 1998/99, Stand: 4. Spieltag 2024/25)[64]
- burkinischer Spieler, mit den meisten Eigentoren: Edmond Tapsoba (3, Stand: 19. Spieltag 2024/25)[65]

### Vereinsintern
- Rekordspieler: Rüdiger Vollborn (401 Einsätze)[66]
- Rekordfeldspieler: Ulf Kirsten (350 Einsätze)[66]
- Rekordtorschütze: Ulf Kirsten (182 Tore)[67]
- ältester Debütant: Sami Hyypiä (35 Jahre und 305 Tage, am 8. August 2009)[68]
- jüngster Spieler: Zidan Sertdemir (16 Jahre und 276 Tage)[69]
- jüngster Strafstoß-Schütze: Kai Havertz (19 Jahre und 230 Tage, am 26. Januar 2019, gegen den VfL Wolfsburg, verwandelt, Stand: 2. Spieltag 2024/25)[70]
- jüngster Torschütze: Florian Wirtz (17 Jahre und 34 Tage)[71]
- jüngster Spieler mit 9 Toren: Florian Wirtz[72]
- jüngster Spieler mit 10 Toren: Florian Wirtz[60]
- jüngster Spieler mit 50 Einsätzen: Kai Havertz (18,84 Jahre, gegen Eintracht Frankfurt, am 30. Spieltag 2017/18)[73]
- jüngster Spieler mit 30 Toren: Kai Havertz[72]
- Spieler mit den meisten Toren nach 100 Einsätzen: Patrik Schick (48 Treffer, Stand: 18. Spieltag 2024/25)[74][75]
  - auch ausländischer Spieler mit den meisten Toren nach 100 Einsätzen: Patrik Schick (48 Treffer, Tscheche Stand: 18. Spieltag 2024/25)[74][75]
  - deutscher Spieler mit den meisten Toren nach 100 Einsätzen: Ulf Kirsten (47 Treffer, Stand: 18. Spieltag 2024/25)[74][75]
- Feldspieler mit den meisten Spielen in Folge ohne Niederlage: Robert Andrich (49 Spiele, Serie riss bei der 2:4-Niederlage gegen Borussia Dortmund, am 33. Spieltag 2024:25, Stand: 33. Spieltag 2024/25)[22][18]
- meiste Spiele in Folge ohne Niederlage: 35 (1. Spieltag 2023/24 bis 1. Spieltag 2024/25, Serie riss bei der 2:3-Niederlage gegen RB Leipzig nach zwischenzeitlicher 2:0-Führung am 2. Spieltag 2024/25, Stand: 2. Spieltag 2024/25)[76][77][78][79][56]
- meiste Siege in einer Saison: 28 (2023/24, Rekordwert nach 26 Spieltagen gebrochen)[60][80][81][82]
- meiste Auswärtsspiele mit Torerfolg in einer Saison: alle 17 (2023/24, 42 Tore)[83]
- meiste Auswärtssiege in einer Saison: 14 (2023/24, Stand: Saisonende 2023/24)[7]
- meiste Auswärtspunkte in einer Saison: 45 (2023/24, Stand: Saisonende 2023/24)[7]
- meiste Punkte in einer Hinrunde: 45 (2023/24)[84]
- meiste Punkte in einer Saison: 90 (2023/24)[7][28][29][62]
- meiste Siege in Folge (innerhalb einer Saison): 10 (20. bis 29. Spieltag 2023/24, Stand: 32. Spieltag 2024/25)[2][7][28][44][85][46][45][47][86]
- meiste Siege in Folge (saisonübergreifend): 8 (30. Spieltag 2012/13 bis 3. Spieltag 2013/14)[45][87]
- meiste Siege in einer Hinrunde: 14 (2023/24, Stand: 17. Spieltag 2024/25)[44][88][89]
- meiste Spiele in einer Saison ohne Gegentreffer: je 16 (2×, Stand: Saisonende 2023/24)[83]
  - 2023/24
  - 2014/15
- beste Bilanz aus den ersten 6 Spielen einer Rückrunde: 16 von 18 möglichen Punkten (2023/24)[90]
- beste Bilanz aus den ersten 7 Spielen einer Rückrunde: 19 von 21 möglichen Punkten (2023/24)[90]
- beste Bilanz aus den ersten 8 Spielen einer Rückrunde: 22 von 24 möglichen Punkten (2023/24)[90]
- beste Bilanz aus den ersten 9 Spielen einer Rückrunde: 25 von 27 möglichen Punkten (2023/24)[90]
- beste Bilanz aus den ersten 10 Spielen einer Rückrunde: 28 von 30 möglichen Punkten (2023/24)[90][7]
- beste Bilanz aus den ersten 11 Spielen einer Rückrunde: 31 von 33 möglichen Punkten (2023/24)[90][7]
- beste Bilanz aus den ersten 12 Spielen einer Rückrunde: 34 von 36 möglichen Punkten (2023/24)[90][7]
- meiste Heimsiege gegen einen anderen Gegner: 24 (gegen Eintracht Frankfurt, Stand: 15. Spieltag 2022/23)[91][92]
- meiste Auswärtssiege in Folge gegen einen anderen Gegner: 6 (gegen Borussia Mönchengladbach, Stand: 1. Spieltag 2024/25)[56]
- Trainer mit den meisten Siegen: Christoph Daum (76, Stand: 32. Spieltag 2023/24)[93]
- meiste Tore nach den ersten 3 Spieltagen: 11 (2023/24)[94]
- meiste Tore nach den ersten 4 Spieltagen: 13 (3×)[95][96]
  - 1986/87
  - 2023/24
  - 2024/25
- meiste Tore nach den ersten 5 Spieltagen: 17 (2023/24)[50]
- meiste Tore nach den ersten 6 Spieltagen: 20 (2023/24)[97]
- meiste Tore nach den ersten 7 Spieltagen: 23 (2023/24)[98]
- meiste Tore nach den ersten 8 Spieltagen: 25 (2023/24)[99]
- meiste Tore nach den ersten 9 Spieltagen: 27 (2023/24)[99]
- meiste Tore nach den ersten 10 Spieltagen: 30 (2023/24)[99]
- meiste Tore nach den ersten 11 Spieltagen: 34 (2023/24)[46][85]
- meiste Tore nach den ersten 12 Spieltagen: 37 (2023/24)[46][85][45]
- meiste Tore nach den ersten 13 Spieltagen: 38 (2023/24)[44][46][85][45]
- meiste Tore nach den ersten 14 Spieltagen: 39 (2023/24)[44][46][85][45]
- meiste Tore nach den ersten 15 Spieltagen: 42 (2023/24)[44][46][85][45]
- meiste Tore nach den ersten 16 Spieltagen: 46 (2023/24)[44][46][85][45]
- meiste Tore nach den ersten 17 Spieltagen: 47 (2023/24)[44][46][85][45]
- meiste Tore nach den ersten 18 Spieltagen: 50 (2023/24)[44][46][85][45]
- meiste Tore nach den ersten 19 Spieltagen: 50 (2023/24)[44][46][85][45]
- meiste Tore nach den ersten 20 Spieltagen: 52 (2023/24)[44][46][85][45]
- meiste Tore nach den ersten 21 Spieltagen: 55 (2023/24)[44][46][85][45]
- meiste Tore nach den ersten 22 Spieltagen: 58 (2021/22)[100][44][46][85][45]
- meiste Tore nach den ersten 23 Spieltagen: 60 (2021/22)[44][46][85][45][100]
- meiste Tore nach den ersten 24 Spieltagen: 63 (2021/22)[44][46][85][45][100]
- meiste Tore nach den ersten 25 Spieltagen: 64 (2021/22)[44][46][85][45][100]
- meiste Tore nach den ersten 26 Spieltagen: 66 (2023/24)[44][46][85][45][100][101]
- meiste Tore nach den ersten 27 Spieltagen: 68 (2023/24, Stand: 2023/24)[7][44][46][85][45][100]
- meiste Tore nach den ersten 28 Spieltagen: 69 (2023/24, Stand: 2023/24)[7][44][46][85][45][100]
- meiste Tore nach den ersten 29 Spieltagen: 74 (2023/24, Stand: 2023/24)[7][44][46][85][45][100]
- meiste Tore nach den ersten 30 Spieltagen: 75 (2023/24, Stand: 2023/24)[7][44][46][85][45][100]
- meiste Tore nach den ersten 31 Spieltagen: 77 (2023/24)[7][44][46][85][45][100]
- meiste Tore nach den ersten 32 Spieltagen: 82 (2023/24)[7][44][46][85][45][100]
- meiste Tore nach den ersten 33 Spieltagen: 87 (2023/24)[102][44][46][85][45][100]
- meiste Tore in einer Saison: 89 (2023/24)[57][102][103][104]
- wenigste Gegentore nach den ersten 18 Spieltagen: 13 (1989/90)[105][106]
- wenigste Gegentore nach den ersten 19 Spieltagen: 13 (1989/90)[105][107]
- wenigste Gegentore nach den ersten 20 Spieltagen: je 14 (2×)
  - 1989/90[105][108]
  - 2023/24[109]
- wenigste Gegentore nach den ersten 21 Spieltagen: 14 (2023/24)[110][111][112]
- wenigste Gegentore nach den ersten 22 Spieltagen: 15 (2023/24)[110][105][112]
- wenigste Gegentore nach den ersten 23 Spieltagen: 16 (2023/24)[110][105][112]
- wenigste Gegentore nach den ersten 24 Spieltagen: 16 (2023/24)[110][105][112]
- wenigste Gegentore nach den ersten 25 Spieltagen: 16 (2023/24)[110][105][112][81]
- wenigste Gegentore nach den ersten 26 Spieltagen: 18 (2023/24)[113][110][105][112][81]
- wenigste Gegentore nach den ersten 29 Spieltagen: 19 (2023/24)[7][110][105][112][81]
- wenigste Gegentore nach den ersten 27 Spieltagen: 19 (2023/24)[7][110][105][112][81]
- wenigste Gegentore nach den ersten 28 Spieltagen: 19 (2023/24)[7][110][105][112][81]
- wenigste Gegentore nach den ersten 29 Spieltagen: 19 (2023/24)[7]
- wenigste Gegentore nach den ersten 30 Spieltagen: 20 (2023/24)[7]
- wenigste Gegentore nach den ersten 31 Spieltagen: 22 (2023/24)[7][114][115]
- wenigste Gegentore nach den ersten 32 Spieltagen: 23 (2023/24)[7][114][115]
- wenigste Gegentore nach den ersten 33 Spieltagen: 23 (2023/24)[7][114][115]
- wenigste Gegentore in einer Saison: 24 (2023/24)[2]
- meiste Siege zum Saisonstart: 3 (3×)[116]
  - 2003/04
  - 2013/14
  - 2023/24
- meiste Punkte nach 4 Spieltagen: 10 (2×, auch 2023/24)[117]
- meiste Punkte nach 5 Spieltagen: 13 (2×, auch 2023/24)[118]
- meiste Punkte nach 6 Spieltagen: 16 (2023/24)[118]
- meiste Punkte nach 7 Spieltagen: 19 (2023/24)[98]
- meiste Punkte nach 8 Spieltagen: 22 (2023/24)[119]
- meiste Punkte nach 9 Spieltagen: 25 (2023/24)[99]
- meiste Punkte nach 10 Spieltagen: 28 (2023/24)[99]
- meiste Punkte nach 11 Spieltagen: 31 (2023/24)[99]
- meiste Punkte nach 15 Spieltagen: 39 (2023/24)[89]
- meiste Punkte nach 16 Spieltagen: 42 (2023/24)[120]
- meiste Punkte nach 17 Spieltagen: 45 (2023/24)[120]
- meiste Punkte nach 18 Spieltagen: 48 (2023/24)[120]
- meiste Punkte nach 19 Spieltagen: 49 (2023/24)[29][121]
- meiste Punkte nach 20 Spieltagen: 52 (2023/24)[29][122]
- meiste Punkte nach 21 Spieltagen: 55 (2023/24)[29][123]
- meiste Punkte nach 22 Spieltagen: 58 (2023/24)[29][124]
- meiste Punkte nach 23 Spieltagen: 61 (2023/24)[29][125]
- meiste Punkte nach 24 Spieltagen: 64 (2023/24)[29][126]
- meiste Punkte nach 25 Spieltagen: 67 (2023/24)[29][127]
- meiste Punkte nach 26 Spieltagen: 70 (2023/24)[29][128]
- meiste Punkte nach 27 Spieltagen: 73 (2023/24)[28][29]
- meiste Punkte nach 28 Spieltagen: 76 (2023/24)[28][29]
- meiste Punkte nach 29 Spieltagen: 79 (2023/24)[7]
- meiste Punkte nach 30 Spieltagen: 80 (2023/24)[7]
- beste Bilanz nach 30 Spieltagen: 80 Punkte und 75:20 Tore (2023/24, Stand: 30. Spieltag 2023/24)[8]
- meiste Punkte nach 31 Spieltagen: 81 (2023/24)[7]
- beste Bilanz nach 31 Spieltagen: 81 Punkte und 77:22 Tore (2023/24, Stand: 31. Spieltag 2023/24)[8]
- beste Bilanz nach 32 Spieltagen: 84 Punkte und 82:23 Tore (2023/24)[7][8]
- beste Bilanz nach 33 Spieltagen: 87 Punkte und 87:23 Tore (2023/24)[7][8]
- beste Bilanz in einer Saison: 90 Punkte und 89:22 Tore (2023/24)[7][8]
- meiste Siege nach 8 Spieltagen: 7 (2023/24)[129]
- meiste Siege nach 9 Spieltagen: 8 (2023/24)[129]
- meiste Siege nach 10 Spieltagen: 9 (2023/24)[129][130]
- meiste Siege nach 11 Spieltagen: 9 (2023/24)[85]
- meiste Siege nach 12 Spieltagen: 10 (2023/24)[85][45]
- beste Tordifferenz nach 7 Spieltagen: +17 (23:6), 2023/24[119]
- beste Tordifferenz nach 11 Spieltagen: +24 (34:10), 2023/24[131]
- beste Tordifferenz nach 12 Spieltagen: +27 (37:10), 2023/24[131]
- beste Tordifferenz nach 29 Spieltagen: +55 (74:19), 2023/24[7]
- am häufigsten in einer Saison Tabellenführer: 30× (2023/24, Rekordwert nach 24 Spieltagen erreicht)[7][111]
- am häufigsten in einer Saison Tabellenführer nach 7 Spieltagen: 4× (2×)[119]
  - 2003/04
  - 2023/24
- am häufigsten in einer Saison Tabellenführer nach 8 Spieltagen: 5× (2023/24)[119][129]
- am häufigsten in einer Saison Tabellenführer nach 9 Spieltagen: 6× (2023/24)[119][129]
- am häufigsten in einer Saison Tabellenführer nach 10 Spieltagen: 7× (2023/24)[119][129][130]
- am häufigsten in einer Saison Tabellenführer nach 11 Spieltagen: 8× (2023/24)[119][129][130][85]
- am häufigsten in einer Saison Tabellenführer nach 12 Spieltagen: 9× (2023/24)[119][129][130][85][45]
- am häufigsten in einer Saison Tabellenführer nach 14 Spieltagen: 10× (2023/24)[111][129][119][130]
- am häufigsten in einer Saison Tabellenführer nach 15 Spieltagen: 11× (2023/24)[111][129][119][130]
- am häufigsten in einer Saison Tabellenführer nach 16 Spieltagen: 12× (2023/24)[111][129][119][130]
- am häufigsten in einer Saison Tabellenführer nach 17 Spieltagen: 13× (2023/24)[111][129][119][130]
- am häufigsten in einer Saison Tabellenführer nach 18 Spieltagen: 14× (2023/24)[111][129][119][130]
- am häufigsten in einer Saison Tabellenführer nach 19 Spieltagen: 15× (2023/24)[111][129][119][130]
- am häufigsten in einer Saison Tabellenführer nach 20 Spieltagen: 16× (2023/24)[111][129][119][130]
- am häufigsten in einer Saison Tabellenführer nach 21 Spieltagen: 17× (2023/24)[111][129][119][130]
- am häufigsten in einer Saison Tabellenführer nach 22 Spieltagen: 18× (2023/24)[111][129][119][130]
- am häufigsten in einer Saison Tabellenführer nach 23 Spieltagen: 19× (2023/24)[111][129][119][130]
- am häufigsten in einer Saison Tabellenführer nach 24 Spieltagen: 20× (2023/24)[111][129][119][130]
- am häufigsten in einer Saison Tabellenführer nach 25 Spieltagen: 21× (2023/24)[111][129][119][130]
- am häufigsten in einer Saison Tabellenführer nach 26 Spieltagen: 22× (2023/24)[111][129][119][130]
- am häufigsten in einer Saison Tabellenführer nach 27 Spieltagen: 23× (2023/24)[111][129][119][130]
- am häufigsten in einer Saison Tabellenführer nach 28 Spieltagen: 24× (2023/24)[111][129][119][130]
- am häufigsten in einer Saison Tabellenführer nach 29 Spieltagen: 25× (2023/24)[111][129][119][130][7]
- am häufigsten in einer Saison Tabellenführer nach 30 Spieltagen: 26× (2023/24)[7]
- am häufigsten in einer Saison Tabellenführer nach 31 Spieltagen: 27× (2023/24)[7]
- am häufigsten in einer Saison Tabellenführer nach 32 Spieltagen: 28× (2023/24)[7]
- am häufigsten in einer Saison Tabellenführer nach 33 Spieltagen: 29× (2023/24)[7]
- meiste Spiele mit derselben Startelf zum Saisonauftakt: 3 (2×)[116]
  - 1986/87 (unter Erich Ribbeck)
  - 2023/24 (unter Xabi Alonso)
- meiste Tore nach den ersten 2 Heimspielen: 9 (2×)[117]
  - 1986/87
  - 1997/98
- meiste Tore eines Spielers nach 5 Spieltagen: 6 (3×)[50]
  - Patrick Helmes (2008/09)
  - Ulf Kirsten (1996/97)
  - Victor Boniface (2023/24)
- meiste Tore eines Spielers nach 7 Spieltagen: 7 (5×)[119]
  - Victor Boniface (2023/24)
  - Herbert Waas (1983/84)
  - Ulf Kirsten (1996/97)
  - Patrick Helmes (2008/09)
  - Lucas Alario (2020/21)
- meiste Großchancen nach 7 Spieltagen herausgespielt: 22 (2023/24, seit Beginn der Datenerfassung 1992/93)[119]
- meiste Torschüsse eines Spielers nach den ersten 8 Spieltagen: 49 (Victor Boniface, 2023/24, seit Beginn der Datenerfassung 1992/93)[132]
- meiste Auswärtssiege in einer Saison: 14 (2023/24)[7]
- meiste Auswärtssiege in Folge: 7 (bis 28. Spieltag 2023/24, Stand: 33. Spieltag 2024/25)[2][7][60]
- meiste Auswärtsspiele in Folge mit mindestens einem Tor: 26 (bis 19. Spieltag 2024/25, Stand: 32. Spieltag 2024/25)[2][133][134][65][135][136][137]
- Spieler mit den meisten Auswärtsspielen in Folge mit mindestens einem Tor: 5 (Alejandro Grimaldo, 6 Tore, 4. bis 12. Spieltag 2023/24)[47][138]
- größter Vorsprung auf einen Tabellenzweiten nach einem kompletten Spieltag: 17 Punkte (34. Spieltag 2023/24, Stand: 33. Spieltag 2024/25)[139][140][141][28][142]
- Spieler mit den meisten Spielen in Folge ohne Niederlage: Lukáš Hrádecký (54, bis 24. Spieltag 2024/25, Stand: 33. Spieltag 2024/25)[18][19]
- Spieler mit den meisten Eigentoren: Edmond Tapsoba (3, Stand: 19. Spieltag 2024/25)[65]
- meiste Spiele in Folge mit 0:0-Endstand: 2 (mehrfach, auch 21. und 22. Spieltag 2024/25, Stand: 25. Spieltag 2024/25)[42]
- meiste Minuten in Folge ohne Gegentreffer: Bernd Leno (528, 2014/15, Stand: 33. Spieltag 2024/25)[143]